# Joosep Saat
Joosep Saat (ur. 30 lipca 1900, zm. 16 stycznia 1977 w Tallinnie) – estoński działacz komunistyczny, przewodniczący Rady Najwyższej Estońskiej SRR (1955-1959).

## Życiorys
Od 1921 działał w KPE, pracował jako nauczyciel i pracownik poczty i telegrafu, 1924 został aresztowany i skazany na katorgę, 1938 zwolniony. Od 1940 członek WKP(b), od 8 lutego 1941 do 29 września 1961 członek KC Komunistycznej Partii (bolszewików) Estonii/Komunistycznej Partii Estonii, 1947 ukończył Wyższą Szkołę Partyjną przy KC WKP(b), 1949-1955 dyrektor Instytutu Historii Partii przy KC KP(b)E/KPE. Od 5 kwietnia 1955 do 23 kwietnia 1959 przewodniczący Rady Najwyższej Estońskiej SRR, 1956-1968 akademik-sekretarz Wydziału Nauk Społecznych Akademii Nauk Estońskiej SRR, później starszy pracownik naukowy Instytutu Historii Akademii Nauk Estońskiej SRR.

## Odznaczenia i nagrody
- Order Lenina
- Order Rewolucji Październikowej
- Nagroda Państwowa Estońskiej SRR (1970)

I 3 inne ordery.